# Echemus
Echemus Simon, 1878 è un genere di ragni appartenente alla famiglia Gnaphosidae.

## Distribuzione
Le 22 specie note di questo genere sono diffuse in Asia, Europa, Africa, Australia e America meridionale: 6 specie sono endemismi del Myanmar.

## Tassonomia
Considerato un sinonimo anteriore di Boreoechemus Lohmander, 1942, a seguito di un lavoro di Tullgren del 1946.
Non sono stati esaminati esemplari di questo genere dal 2009.
Attualmente, a settembre 2015, si compone di 22 specie e una sottospecie:
1. Echemus angustifrons (Westring, 1861)[2] — dall'Europa all'Asia centrale
  - Echemus angustifrons balticus (Lohmander, 1942) — Svezia
2. Echemus chaetognathus (Thorell, 1887) — Myanmar
3. Echemus chaperi Simon, 1885 — India
4. Echemus chebanus (Thorell, 1897) — Myanmar
5. Echemus chialanus Thorell, 1897 — Myanmar
6. Echemus dilutus (L. Koch, 1873) — Queensland
7. Echemus erutus Tucker, 1923 — Sudafrica
8. Echemus escalerai Simon, 1909 — Marocco
9. Echemus ghecuanus (Thorell, 1897) — Myanmar
10. Echemus giaii Gerschman & Schiapelli, 1948 — Argentina
11. Echemus hamipalpis (Kroneberg, 1875) — Uzbekistan
12. Echemus incinctus Simon, 1907 — Africa occidentale
13. Echemus inermis Mello-Leitão, 1939 — Brasile
14. Echemus lacertosus Simon, 1907 — Isola Principe (Sao Tomé e Principe)
15. Echemus levyi Kovblyuk & Seyyar, 2009 — Turchia
16. Echemus modestus Kulczyński, 1899 — Madeira
17. Echemus orinus (Thorell, 1897) — Myanmar
18. Echemus pictus Kulczynski, 1911 — Giava
19. Echemus plapoensis (Thorell, 1897) — Myanmar
20. Echemus scutatus (Simon, 1879) — Europa meridionale, Africa settentrionale
21. Echemus sibiricus Marusik & Logunov, 1995 — Russia
22. Echemus viveki Gajbe, 1989 — India

### Sinonimi
- Echemus ambiguus Simon, 1878; posta in sinonimia con Echemus angustifrons (Westring, 1861) a seguito di un lavoro degli aracnologi Platnick & Shadab (1976e)[1].
- Echemus napaeus (L. Koch, 1876); trasferita qui dal genere Zelotes e posta in sinonimia con Echemus angustifrons (Westring, 1861) a seguito di uno studio di Thaler (1981c).
- Echemus rhenanus Bertkau, 1883; posta in sinonimia con Echemus angustifrons (Westring, 1861) a seguito di un lavoro di Tullgren del 1946.

### Specie trasferite
1. Echemus argentinensis Mello-Leitão, 1942; trasferita al genere Echemoides Mello-Leitão, 1938
2. Echemus argentinus Mello-Leitão, 1940; trasferita al genere Echemoides Mello-Leitão, 1938
3. Echemus argentinus Mello-Leitão, 1941; trasferita al genere Echemoides Mello-Leitão, 1938
4. Echemus argutus Simon, 1902; trasferita al genere Camillina Berland, 1919
5. Echemus babunaensis Drensky, 1929; trasferita al genere Zelotes Gistel, 1848
6. Echemus banksi Chickering, 1949; trasferita al genere Zimiromus Banks, 1914
7. Echemus canariensis Simon, 1883; trasferita al genere Setaphis Simon, 1893
8. Echemus chilensis Simon, 1902; trasferita al genere Camillina Berland, 1919
9. Echemus fuscipes Simon, 1885; trasferita al genere Setaphis Simon, 1893
10. Echemus griseus (L. Koch, 1873); trasferita al genere Encoptarthria Main, 1954
11. Echemus iotus Banks, 1929; trasferita al genere Zimiromus Banks, 1914
12. Echemus lubricus Simon, 1892; trasferita al genere Zimiromus Banks, 1914
13. Echemus major Keyserling, 1891; trasferita al genere Camillina Berland, 1919
14. Echemus medius Keyserling, 1891; trasferita al genere Zimiromus Banks, 1914
15. Echemus minutus Mello-Leitão, 1941; trasferita al genere Camillina Berland, 1919
16. Echemus mollis (O. Pickard-Cambridge, 1874); trasferita al genere Setaphis Simon, 1893
17. Echemus montanus Chickering, 1949; trasferita al genere Zimiromus Banks, 1914
18. Echemus ochraceus F. O. Pickard-Cambridge, 1899; trasferita al genere Scopoides Platnick, 1989
19. Echemus pallas Mello-Leitão, 1918; trasferita al genere Zimiromus Banks, 1914
20. Echemus pampeanus Mello-Leitão, 1940; trasferita al genere Echemoides Mello-Leitão, 1938
21. Echemus pavesii Simon, 1897; trasferita al genere Camillina Berland, 1919
22. Echemus pedestris O. Pickard-Cambridge, 1898; trasferita al genere Camillina Berland, 1919
23. Echemus penicillatus Mello-Leitão, 1942; trasferita al genere Echemoides Mello-Leitão, 1938
24. Echemus pharetratus Karsch, 1881; trasferita al genere Setaphis Simon, 1893
25. Echemus pulcher Keyserling, 1891; trasferita al genere Camillina Berland, 1919
26. Echemus rangunensis (Thorell, 1895); trasferita al genere Micythus Thorell, 1897
27. Echemus relucens Simon, 1893; trasferita al genere Camillina Berland, 1919
28. Echemus simplex Simon, 1885; trasferita al genere Setaphis Simon, 1893
29. Echemus tener (Sørensen, 1904); trasferita al genere Drassyllus Chamberlin, 1922
30. Echemus tropicalis Banks, 1909; trasferita al genere Zimiromus Banks, 1914